# Ada Adini-Milliet
Ada Adini-Milliet, Ada Adini o Ada Adiny (Boston, 1855 - Dieppe, 1924) fou una soprano estatunidenca. Va passar la major part de la seva carrera fora dels Estats Units. La seva veu de soprano notable i versàtil es conserva en cinc gravacions extremadament rares.
De nom Adele, o Addie Chapman, estudià a París amb Pauline Viardot i Giovanni Sbriglia. Debutà el 1876 a Casalmonferrato amb I Puritani, seguit de Dinorah a Varese. Debuta a París el 1887 amb Le Cid. Sembla probable que després dels seus estudis a París, va adoptar el nom artístic d'Adini per al seu debut italià, i al d'Adiny quan va fer el seu debut a l'Òpera de París com Chimène a Le Cid el 6 de maig 1887. Suposem que el tenor espanyol Antonio Aramburo va ser el seu primer marit i Paul Milliet el segon.